# 野中心菜
野中心菜（日语：／ Nonaka Kokona；2006年1月28日—），曾用名義野中瑚瑚菜（日语：／ Nonaka Kokona），是日本女性偶像、聲優，為声優組合鬼褲衩們及蓮之空女學院學園偶像俱樂部成員，曾為女性偶像團體櫻花學院成員，來自长崎县，隸屬於Amuse。

## 經歷
2017年，野中通過「Amuse全縣全員面試選拔2017～九州、沖繩篇～」（アミューズ全県全員面接オーディション2017～九州・沖縄編～），成為Amuse一員。
2018年5月6日，野中在中野ZERO大音樂廳舉行的「櫻花学院 2018年度 ～轉入式～」上加入櫻花学院。2020年9月14日，《櫻花學院的微笑!!FRESH! Monday》（さくら学院の顔笑れ!!FRESH！マンデー）播出，野中在其中的2020年度學生總會上獲任命為第10代學生會長。野中於2021年8月末櫻花學院結束活動同時畢業。
2022年2月，製作方宣布野中將與野崎結愛、根岸實花一同主演東京電視網Oha Suta播放的動畫《鬼褲衩》，動畫自同年4月起播出。同年6月1日作為組合「鬼褲衩們」一員演唱動畫主題曲《Onipapapan! Pan!》（おにパパパン！パン！）而出道，同月11日舉行發售紀念活動。8月26日在惠比壽花園廣場舉行首場演唱會。
2023年2月10日舉行的Love Live!系列新團體「蓮之空女學院學園偶像俱樂部」亮相節目公布野中獲選為為村野沙耶香的飾演者。
2023年6月13日起，首個主打節目《野中心菜的REC中！》（野中ここなのREC中！）開始在Niconico頻道+播送。

## 人物
野中心菜是4兄弟姊妹中最年長的。喜歡吃山芋鐵板牛排與調味海苔。擅長田徑。

## 出演作品
粗體字為主要角色。

### 電視動畫
- 鬼褲衩（2022年4月11日—7月1日，東京電視網）

### 遊戲
- Link! Like! Love Live!（2023年4月15日，iOS/Android，村野沙耶香[17]）
- 怪物彈珠（2024年 奧德賽）

### 網路節目
- 野中心菜的REC中！（2023年6月13日—，Niconico頻道+）
- Amuse＋1周年SP Super Lady是妳！對決3番勝負！（2023年7月2日，Amuse＋）
- GAME HOUSE～享受Crush Ice帶來的樂趣！～（2023年8月25日，Amuse＋）[18]
- GAME HOUSE～即興Propose大合戰！～（2023年9月1日，Amuse＋）

## 外部連結
- 野中心菜的X（前Twitter）